# آشولی

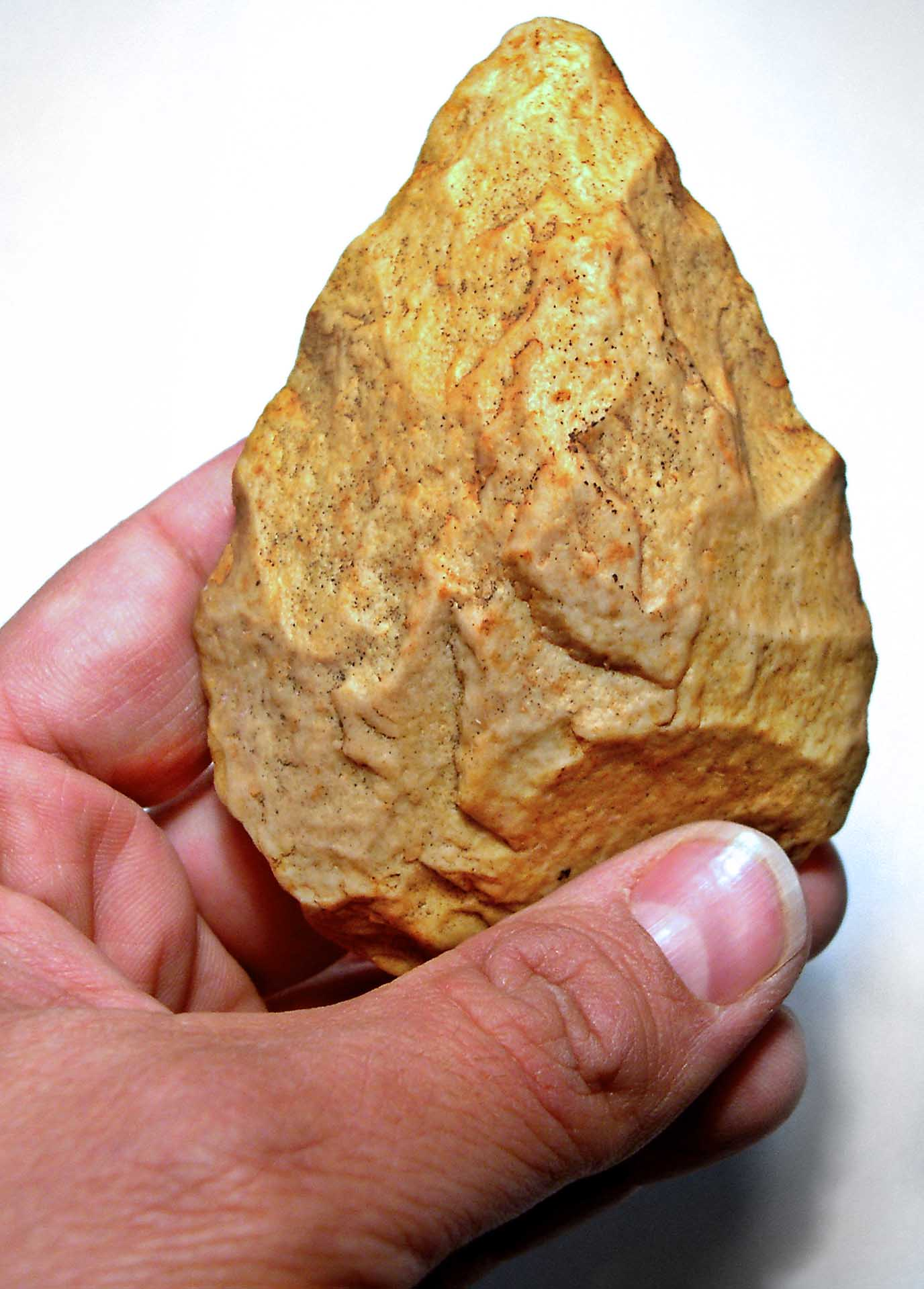
تیشه مشتی آشولی

آشولی یکی از فرهنگ‌های دوران پارینه‌سنگی یا صنعت ساخت ابزار سنگی است. صنعت آشولی از ۱٫۶ میلیون‌سال پیش — یعنی پایان دورهٔ الدوایی به معنی اخص — تا ۳۰۰ هزار سال پیش در آفریقا و بخش‌هایی از اوراسیا رواج داشته‌است. ویژگی ابزارهای این صنعت، تراشیدن دو روی سنگ‌ها برای ساخت ابزار است. معروف‌ترین ابزار آشولی تیشه مشتی است.